# 玛格丽特·A·博登
玛格丽特·A·博登（1936年11月26日—）是一位英国认知科学家，萨塞克斯大学教授，主攻人工智能领域，代表作品有《人工智能哲学》（The Philosophy of Artificial Intelligence）等。